# Бара Тегін
Бара (Бахра) Тегін (д/н— 680) — 1-й володар Кабулистану в 665—680 роках.

## Життєпис
Ймовірно походив з династії Ашина. Про батьківобмаль відомостей. Можливо був родичем Дженджу-шада, володаря Кундуза і Тохаристану. 657 року танськими військами було знищено Західнотюркський каганат, а 659 року загинув Дженджу-шад. Ймовірно в цей час Бара Тегін обіймав посаду якогось намісника, про що свідчить титул тегіна.
661 року скористався загибеллю Ишбара-ябгу та повстаннями проти Бабу-ябгу, розпочавши походи проти держави Незакшахів, відвоювавши у неї міста Газні й Капісу, з яких останнє зробив своєю столицею. 666 року відвоював в арабів місто Кабул та весь Кабулистан. За цим переніс столицю до Кабулу. Тому часто його династію стали звати Кабулшахами. Невдовзі підкорив рештки держави Незакшахів.
Почав карбувати монети із зображенням корони, що складалася з 3 півмісяців, посередині яких розташовувалися квітка або тризуб з написом «шрі шахі». Монети поєднували бактрійські й індуські традиції.
Водночас продовжив військові кампанії, підкоривши Сакастан і Арахозію. З 670 року допомагав согдійським князівствам і ябгу Тохаристану у протистоянні з арабськими загарбниками. Помер близько 680 року. Йому спадкував син Тегін Шах.